# La Muse inspirant le poète (Kunstmuseum)
Pour les articles homonymes, voir La Muse inspirant le poète.
La Muse inspirant le poète est un double portrait de Marie Laurencin et Guillaume Apollinaire peint par Henri Rousseau en 1909. Il est exposé pour la première fois au Salon des Indépendants. Un temps la propriété de Paul Rosenberg, cette huile sur toile est aujourd'hui conservée au Kunstmuseum Basel, à Bâle, en Suisse.
En 2021, les héritiers de Charlotte von Wesdehlen, la veuve de Paul von Mendelssohn-Bartholdy, ont demandé la restitution de l'œuvre. Le Kunstmuseum Basel l'a acheté à la comtesse de Wesdehlen, Genève, par l'intermédiaire de Christoph Bernoulli, Bâle, en 1940.

## Réception contemporaine
Apollinaire lui-même commente la peinture dans une lettre adressée au Comoedia le 25 avril 1909 : 
« J’ai posé un certain nombre de fois chez le Douanier, et le premier jour avant tout, il mesura mon nez, ma bouche, mes oreilles, mon front, mes mains, mon corps tout entier. Et ces mesures, il les transporta fort exactement sur sa toile, les réduisant à la dimension du châssis. Pendant ce temps, pour me récréer, car il est bien ennuyeux de poser, Rousseau me chantait les chansons de sa jeunesse [...]. Et je restais immobile, admirant avec quelles précautions il s’opposait à ce qu’aucune fantaisie, autre que celle qui caractérise sa personnalité, ne vînt détruire l’harmonie de son dessin mathématiquement semblable à la figure humaine qu’il voulait représenter. S’il ne m’avait pas peint ressemblant, le Douanier n’aurait fait aucune erreur ; les chiffres seuls se seraient trompés. Mais l’on sait que même ceux qui ne me connaissent pas m’ont immédiatement reconnu... [...]

Et le tableau si longtemps médité, tirait à sa perfection ; le Douanier avait fini de plisser la robe magnifique de ma Muse ; il avait achevé de teindre mon veston en noir, ce noir que Gauguin déclarait inimitable, qui ravit Marie Laurencin et qui désespère Othon Friesz ; il s’apprêtait à terminer un ouvrage qui est de la peinture sans aucune littérature, quand il eut tout à coup, pour me faire honneur, une idée nouvelle, une idée charmante, celle de peindre au premier plan une rangée délicate d’œillets du poète. [...] Mais, grâce à la science incertaine des botanistes de la rue Vercingétorix, la peinture l’emporta sur la littérature, car, pendant mon absence, le Douanier, se trompant de fleurs, peignit des giroflées... »

## Postérité
Le tableau est reproduit à la page 53 du numéro du 15 janvier 1914 des Soirées de Paris.

## Expositions
- Le Cubisme, Centre national d'art et de culture Georges-Pompidou, Paris, 2018-2019.